# Bachia peruana
Bachia peruana är en ödleart som beskrevs av  Werner 1901. Bachia peruana ingår i släktet Bachia och familjen Gymnophthalmidae. Inga underarter finns listade.